# Route 205 (Nouveau-Brunswick)
Pour les articles homonymes, voir Route 205.
La route 205 est une route locale du Nouveau-Brunswick située dans l'extrême nord-ouest de la province, suivant les rivières Saint-Jean et Saint-Francis. Elle mesure 34 kilomètres, entre le lac Glasier et Clair.

## Tracé
La 205 débute à la hauteur du lac Glasier et de la zone protégée provinciale de lac Glasier. Elle commence par suivre la rivière Saint-Francis pendant 8 kilomètres, puis suit la rivière Saint-Jean, qui est aussi la frontière entre le Canada et les États-Unis. Entre son terminus ouest et Connors, la 205 est une route de gravier.
Après Connors, la 205 devient une route pavée, puis elle continue de suivre la rivière Saint-Jean jusqu'à Clair, passant par Saint-François-de-Madawaska, à la hauteur du poste douanier vers Fort Kent (Maine), à sa jonction avec la route 161, où elle se termine. 

## Intersections principales
| Route 205              |                             |    |                                                                               |                              |
| Comté                  | Location                    | km | Intersection/Destinations                                                     | Notes                        |
| Madawaska              | Lac Glasier                 | 0  | Début de la R-205 à la hauteur de la zone protégée provinciale du lac Glasier | Début de la route de gravier |
| Madawaska              | Connors                     | 14 | Fin de la route de gravier                                                    |                              |
| Madawaska              | Saint-François-de-Madawaska | 26 | R-215 nord, Lac-Unique, Pohénégamook                                          |                              |
| Madawaska              | Clair                       | 34 | R-161, vers US 1, Fort Kent (ME), Caron Brook, Edmundston                     | Fin de la 205                |
| Gris: Route de Gravier |                             |    |                                                                               |                              |